# 취리히베르크

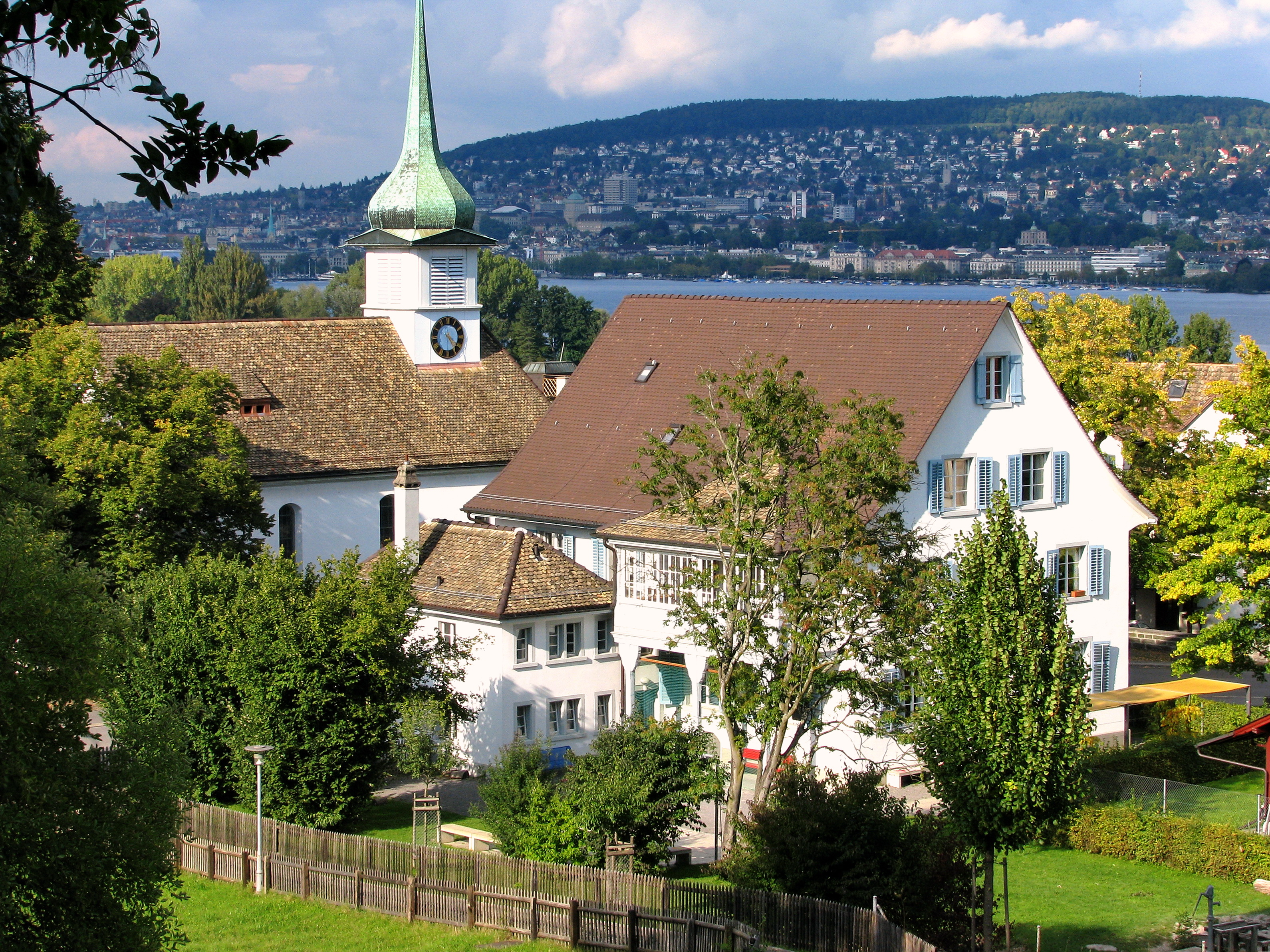
볼리스호펜 (2008)에서 본 취리히베르크

취리히베르크(독일어: Zürichberg)는 스위스 취리히 호수가 내려다보이는 높이 679m의 숲이 우거진 언덕으로, 취리히시의 바로 동쪽, 리마트 계곡과 글라트 계곡 사이에 있다. 그것의 가장 높은 지점은 리마트 계곡 위 약 270m이며, 케퍼베르크, 아들리스베르크, 포어히, 및 파넨슈틸, 그라이펜제 / 글라탈과 취리히 호수 사이의 언덕 산맥의 일부이다.
그림 같은 위치이며, 언덕의 서쪽 아래쪽은 현재 취리히 주거 지역의 일부이다. 취리히 동물원과 FIFA 본부도 취리히베르크에 있다. 언덕 위로 올라가는 길에는 웅장한 저택이 있으며 레스토랑과 호텔이 있는 곳이기도 하다. 언덕의 상부는 대부분이 삼림지대이며 인기 있는 레크리에이션 지역이다. 취리히 트램 루트 6, 리기블리크 케이블카 및 돌더반 랙 철도는 모두 언덕의 다른 부분까지 운행한다. 돌더반은 아들리스베르크까지 이어지고, 반면 취리히베르크 터널은 언덕 아래로 취리히 S-반 열차를 나른다.

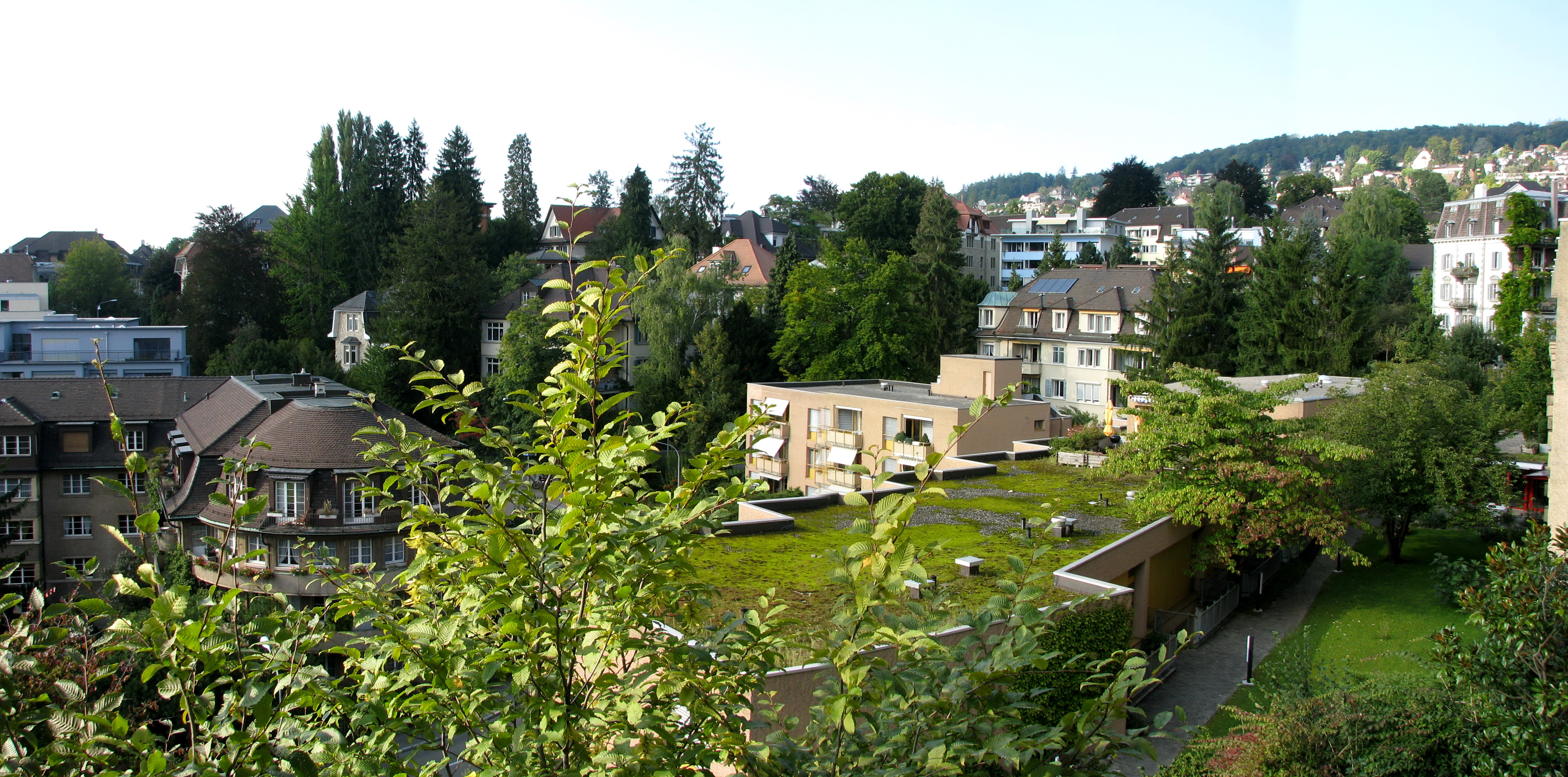
플루테른 교회(2008)에서 본 취리히베르크

1962년 취리히 대학교의 과학 교수진은 스트리크호파레알(Strickhofareal)에 이르헬파크 캠퍼스를 설립할 것을 제안했다. 1단계 대학 건물 건설은 1973년에 시작되었으며, 캠퍼스는 1979년에 개교했다. 2단계 건설은 1978년부터 1983년까지 지속되었다. 캠퍼스에는 인류학 박물관과 취리히 국립 공문서 보관실도 있다. 1901년 리기블리크 레스토랑으로 지어진 이전 게스트홀이 1984년 리기블리크 극장으로 재개관했다.